# دار صالح علي (حالمين)

تعديل مصدري - تعديل

دار صالح علي هي إحدى قرى عزلة حبيل الريدة بمديرية حالمين التابعة لمحافظة لحج، بلغ تعداد سكانها 90 نسمة حسب تعداد اليمن لعام 2004.